# Růžena Hromádková
Růžena Hromádková (19. července 1921 – 30. ledna 2012) byla česká a československá politička Komunistické strany Československa a poúnorová poslankyně Národního shromáždění ČSR.

## Biografie
Ve volbách roku 1954 byla zvolena do Národního shromáždění ve volebním obvodu Olomouc-město II. Zvolena byla jako bezpartijní poslankyně, později v průběhu výkonu mandátu uváděna jako členka KSČ. V parlamentu setrvala až do konce funkčního období, tedy do voleb roku 1960. K roku 1954 se profesně uvádí jako dělnice v železárnách Petra Bezruče v Olomouci.